# Pfarrkirche Bad Goisern

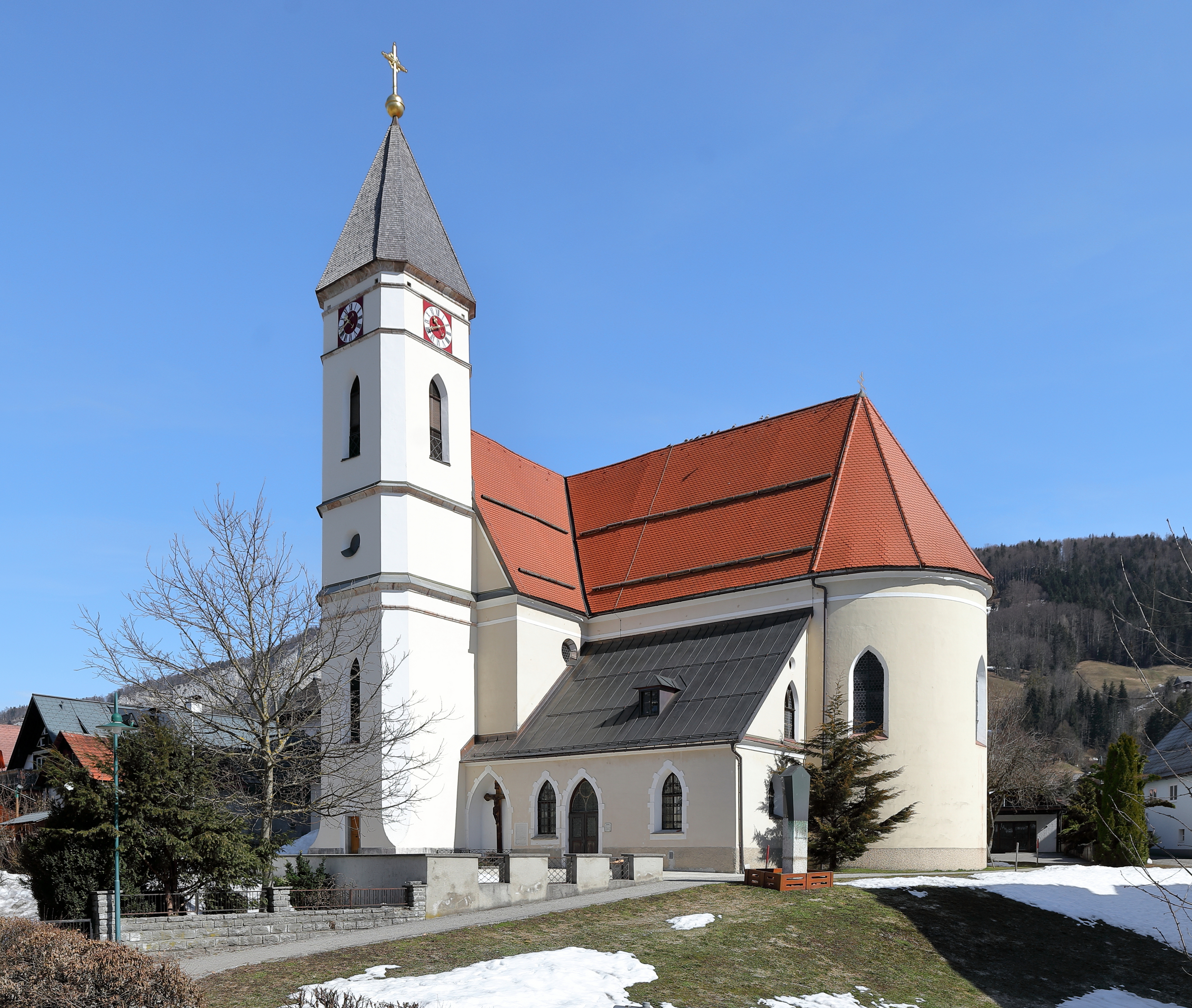
Pfarrkirche hl. Martin in Bad Goisern

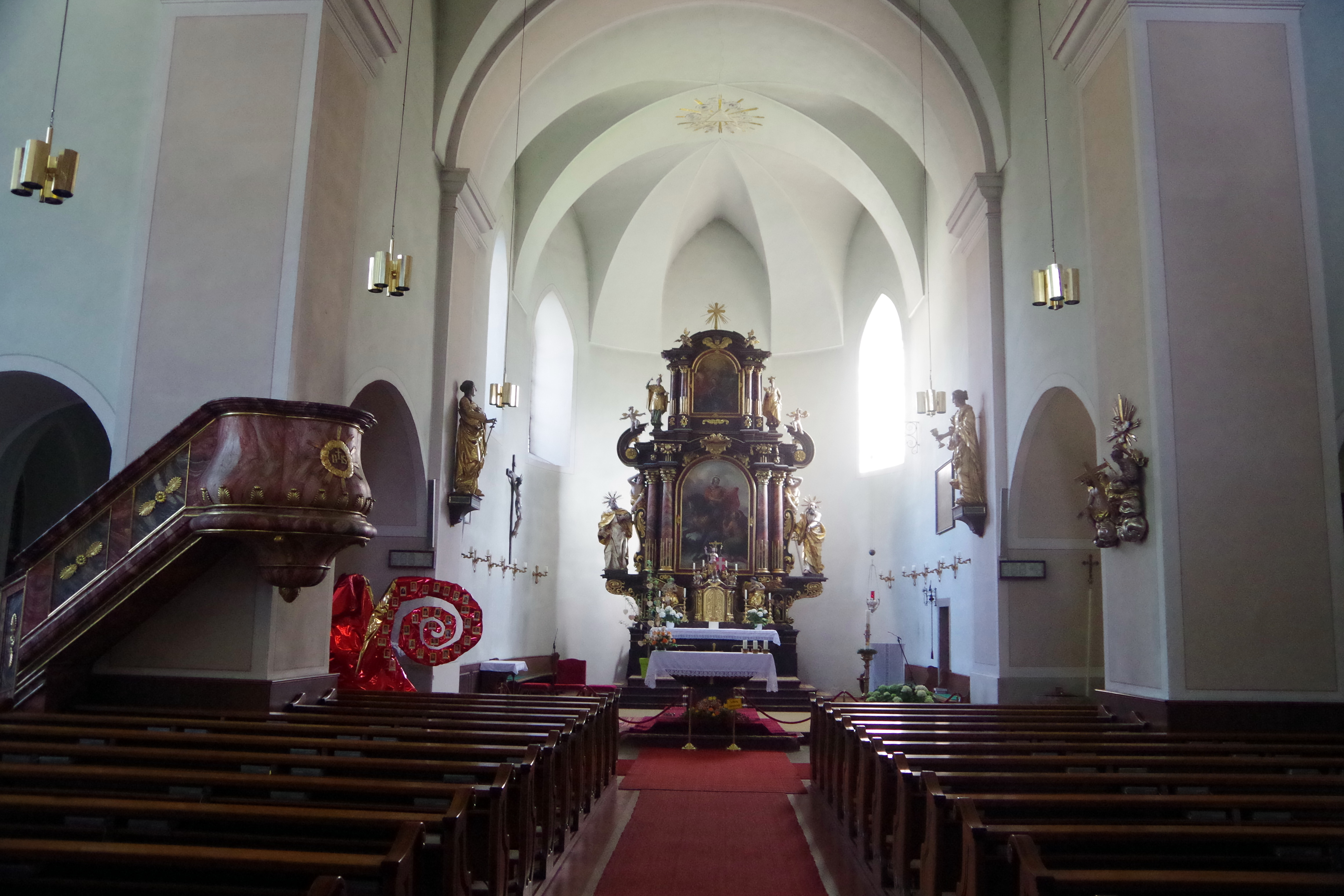
Kircheninneres

Die römisch-katholische Pfarrkirche Bad Goisern steht in der Ortsmitte der Gemeinde Bad Goisern im Bezirk Gmunden in Oberösterreich. Sie ist dem heiligen Martin geweiht und liegt im Dekanat Bad Ischl in der Diözese Linz. Das Bauwerk steht unter Denkmalschutz (Listeneintrag).

## Geschichte
Die erste urkundliche Erwähnung findet sich in einer Urkunde aus dem Jahr 1320, als der damalige Passauer Weihbischof die Rekonziliation der schon bestehenden Martinskirche vornahm. Die Weihe der im Kern noch immer erhaltenen spätgotischen Kirche geschah durch den Passauer Suffraganbischof Friedrich Andreas. Die Wiederherstellung nach dem Brand von 1495 erfolgte noch im gleichen Jahr. 1534 und 1730 musste die Kirche nach Bränden neuerlich restauriert werden.
Obwohl Bad Goisern als eine der ersten Toleranzgemeinden mehrheitlich evangelisch ist und daher bereits seit 1782 auch über eine Evangelische Pfarrkirche verfügt, stieg der katholische Bevölkerungsanteil stetig an. Aus diesem Grund wurde eine Erweiterung der Martinskirche notwendig, die Bauarbeiten fanden in den Jahren 1835 bis 1837 statt. Die Hauptachse wurde im rechten Winkel gedreht und der Chor der alten Kirche dadurch zur Seitenkapelle (Marienkapelle) umgewidmet.

## Kirchenbau
Der neuere Bestand der Martinskirche ist als kreuzförmige Saalkirche mit Tonnengewölbe ausgeführt. Vom ursprünglichen gotischen Bau sind der einjochige netzrippengewölbte Chor mit 3/8-Schluss, der heute den östlichen Chorarm bildet, sowie das Spitzbogenportal im Norden von 1530 mit reicher Profilierung unverändert erhalten.
Der Westturm von 1863 hat ein Zeltdach.

## Ausstattung

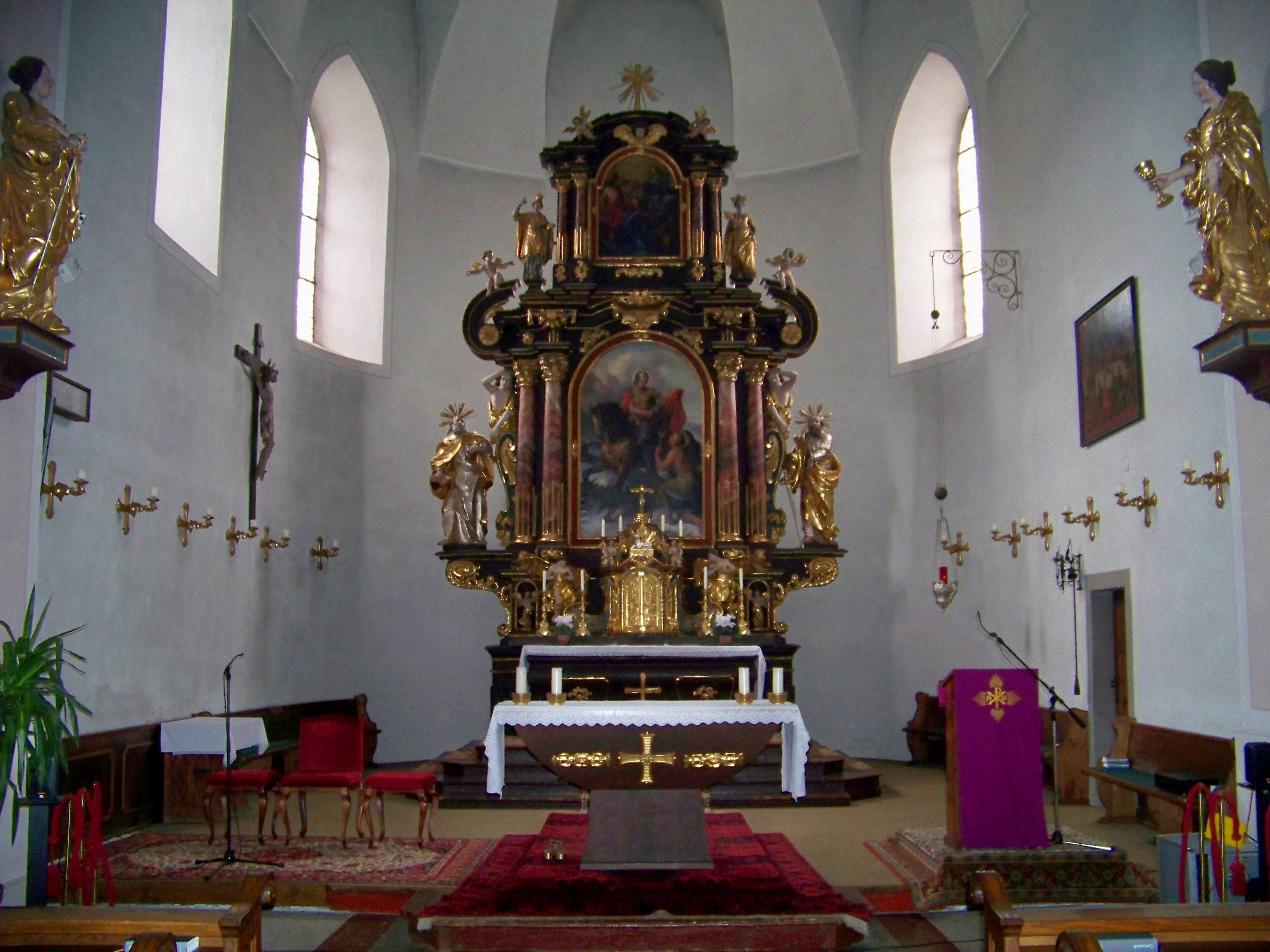
Hochaltar

Der Hochaltar von 1691 stammt aus der Kirche in Niederthalheim. Er wurde 1959 restauriert. Der barocke Tabernakel stammt aus der Kirche St. Peter bei Linz, heute ein Stadtteil von Linz. Die Statuen des heiligen Petrus und des heiligen Paulus entstanden im dritten Viertel des 18. Jahrhunderts. Das Altarbild stammt von Joseph Binder.
Die Seitenaltäre sind in neugotischen Stil ausgeführt. Die Altarbilder zeigen die heilige Maria und den heiligen Sebastian und wurden vermutlich im Jahr 1703 von Ämilian Rösch gemalt. Am rechten Seitenaltar stehen spätgotische Statuen des heiligen Jakobus und des heiligen Florian. Sie wurden Anfang des 16. Jahrhunderts von Künstlern im Umfeld von Lienhart Astl geschaffen und standen ursprünglich am alten Hochaltar.

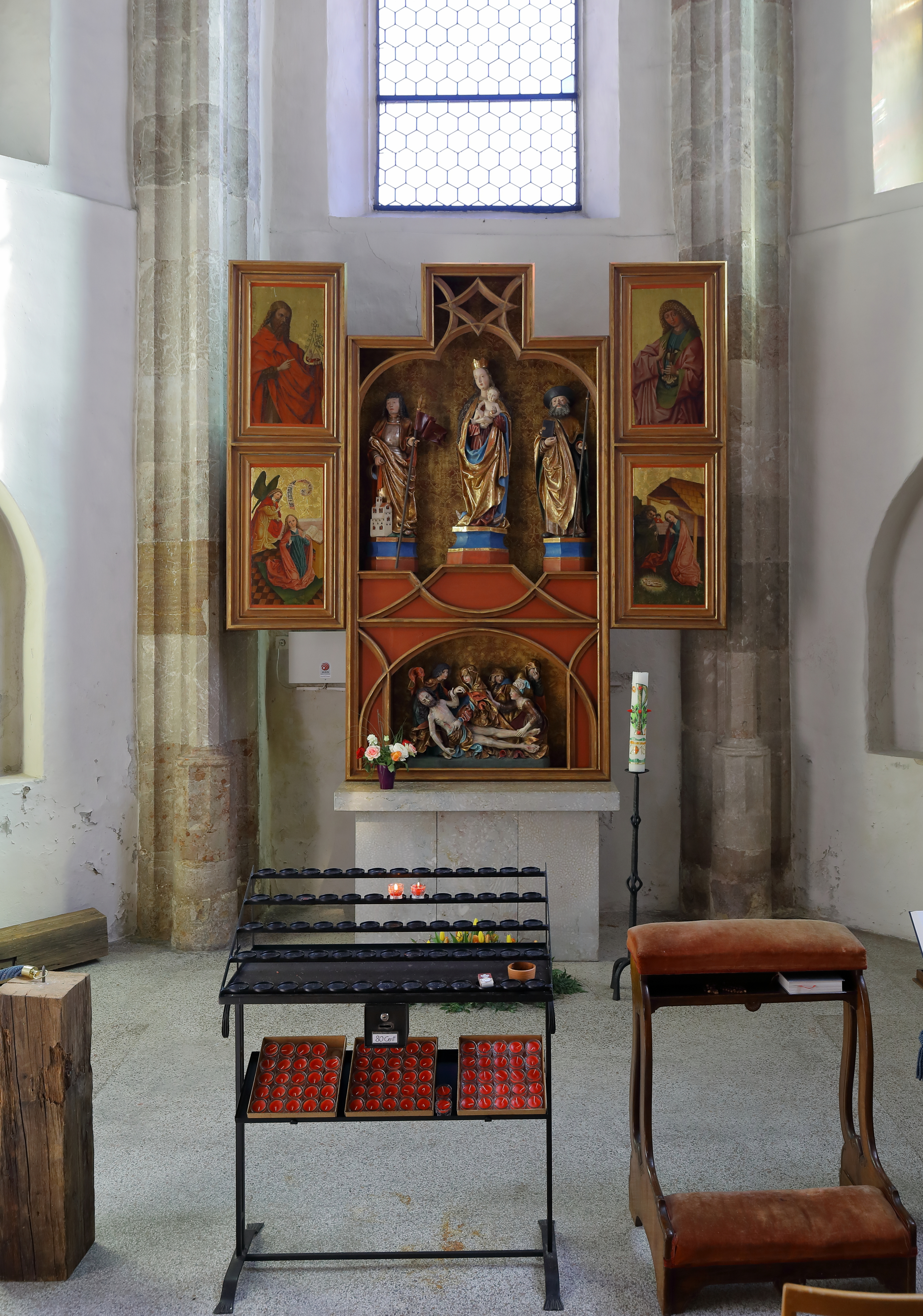
Altar der Marienkapelle

Im ehemaligen Chor, das heute als Marienkapelle dient, hängen sechs gotische Tafelbilder, die auch an der Hinterseite bemalt sind. Sie zeigen Darstellungen aus dem Leben Mariens und weiterer Heiliger. Wahrscheinlich waren sie ursprünglich Altarblätter zweier Flügelaltäre. Sie entstanden gegen Ende des 15. Jahrhunderts in der Werkstatt von Rueland Frueauf dem Älteren. Sie wurden in den Jahren 1948/49 restauriert. Die Marienkapelle verfügt über ein zartes Sternrippengewölbe, das auf Wanddiensten ruht. Zusätzlich wird die Architektur durch einen halben Dreipass in der Mittelraute akzentuiert. In der Kirche hängen außerdem zwei barocke Bilder aus dem 17. Jahrhundert, die die Auferstehung und die Verkündigung Jesu zeigen.
Das ehemalige Hochaltarbild stammt von Leopold Kupelwieser aus dem Jahr 1845. Es befindet sich jetzt im Langhaus. Die spätbarocke Kanzel wurde 1966 aus Gramastetten erworben und ersetzte eine neogotische Vorgängerin.

## Geläut
Der schmiedeeiserne Glockenzug wurde 1666 geschaffen, die Glocke 1730 gegossen.